# La Pobla de Mafumet (kommun)
La Pobla de Mafumet är en kommun i Spanien.   Den ligger i provinsen Província de Tarragona och regionen Katalonien, i den östra delen av landet, 400 km öster om huvudstaden Madrid. Antalet invånare är 2 948. Arean är 6,2 kvadratkilometer. La Pobla de Mafumet gränsar till El Morell, Vilallonga del Camp, Perafort och Constantí. 
Terrängen i La Pobla de Mafumet är platt.